# Kiko Loureiro
Kiko Loureiro, född Pedro Henrique Loureiro den 16 juni 1972 i Rio de Janeiro, är en brasiliansk gitarrist i heavy metal-banden Angra och Megadeth.

## Diskografi (urval)

### Studioalbum med Angra
- 1993 – Reaching Horizons
- 1993 – Angels Cry
- 1996 – Holy Land
- 1998 – Fireworks
- 2001 – Rebirth
- 2004 – Temple of Shadows
- 2006 – Aurora Consurgens
- 2010 – Aqua
- 2014 – Secret Garden

### Soloalbum
- 2005 – No Gravity

### Studioalbum med Tribuzy
- 2005 – Execution
- 2006 – Universo Inverso
- 2009 – Fullblast
- 2012 – Sounds of Innocence

### Studioalbum med Tarja
- 2007 – My Winter Storm

### Studioalbum med Neural Code
- 2009 – Neural Code

### Studioalbum med Paco Ventura Black Moon
- 2015 – Arabestia

### Studioalbum med Megadeth
- 2016 – Dystopia
- 2022 – The Sick, The Dying… And The Dead!